# Anopheles maculipalpis
Anopheles maculipalpis este o specie de țânțari din genul Anopheles, descrisă de Giles în anul 1902. Conform Catalogue of Life specia Anopheles maculipalpis nu are subspecii cunoscute.